# محطة سان لوران للطاقة النووية

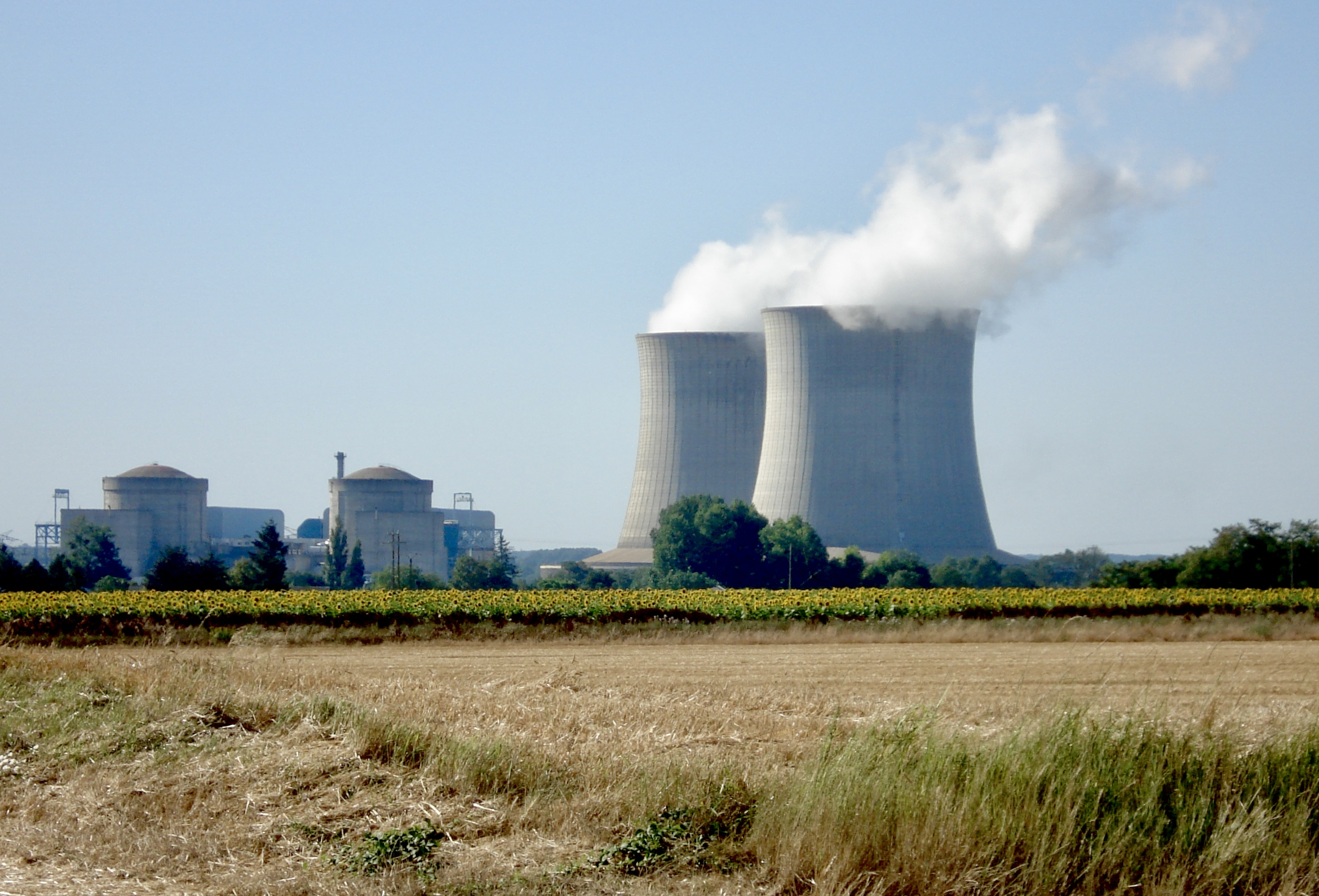
محطة سان لوران للطاقة النووية

محطة سان لوران للطاقة النووية تقع محطة سان لوران للطاقة النووية لتوليد الطاقة في بلدية سان لوران بمقاطعة لوار وشير (إقليم فرنسي) على نهر لوار على بعد 30 كم من أورليانز.

## نبذة
تشتمل المحطة على مفاعلين يعملان بالماء المضغوط (كل منهما 900 ميجاوات)  والذي بدأ تشغيلها في عام 1983 ويتم تبريدهما بواسطة مياه نهر لوار.

## أهمية المحطة
كان يوجد مفاعلان يتبعان للأمم المتحدة حيث تم تشغيلهما في عامي 1969 و 1971 وتم إيقاف المفاعل الأول في أبريل 1990 والثاني في يونيو 1992.

## حوادث
في 17 أكتوبر 1969  بدأ ذوبان 50 كجم من اليورانيوم في أحد المفاعلات المبردة بالغاز وتم تصنيف الحدث على المستوى 4 على المقياس الدولي للحوادث النووية واعتبر من ديسمبر 2011 أخطر حادث للطاقة النووية في فرنسا.
في 13 مارس 1980 وجد بعض الصلب الذي حدث في الجرافيت لأحد المفاعلات وتم تصنيفه على المستوى 4 على المقياس الدولي للحوادث النووية وقد تم تسميته أسوأ حادث نووي في فرنسا.
ادعى معهد الكيمياء الحيوية البحرية في المدرسة العليا في مونتروج أنهم عثروا على آثار للبلوتونيوم في النهر واعتقدو أنه بسبب حادث 1980 أو 1969.
في يوم 12 يناير 1987 وبسبب الصقيع الاستثنائي تم انسداد الماء بالجليد وأسفر عن فقدان التبريد العادي. 
تسبب في الاغلاق التلقائي لمفاعل غاز الجرافيت وفشل نظام التبريد اللازم لإزالة الطاقة المتبقية بسبب فشل مولدات الديزل في بدء التشغيل.
في 12 مايو 2004 تسربت كمية من الصوديوم المشع في الجو أثناء اختبار تسرب لمولدات البخار الجديدة لأحد المفاعلات والذي أدى إلى الإغلاق التلقائي للمفاعل لم يكن له أي تأثير على البيئة حسب بعض المنظمات.

## الإغلاق
في 19 أغسطس 2011  توقف المفاعل الأول بعد فشله الا انه مازال المفاعل الثاني يعمل.

## صور

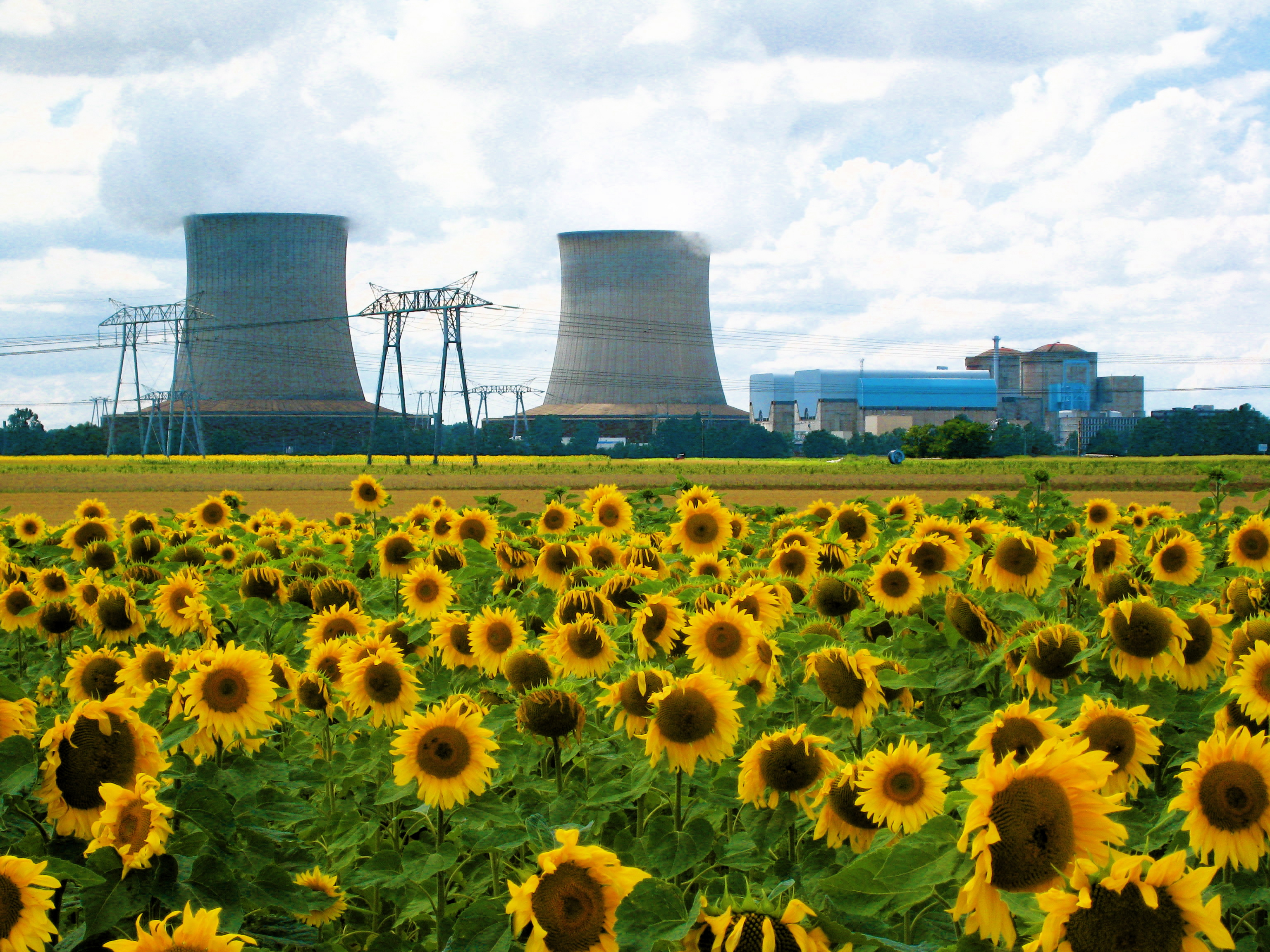
محطة الطاقة النووية
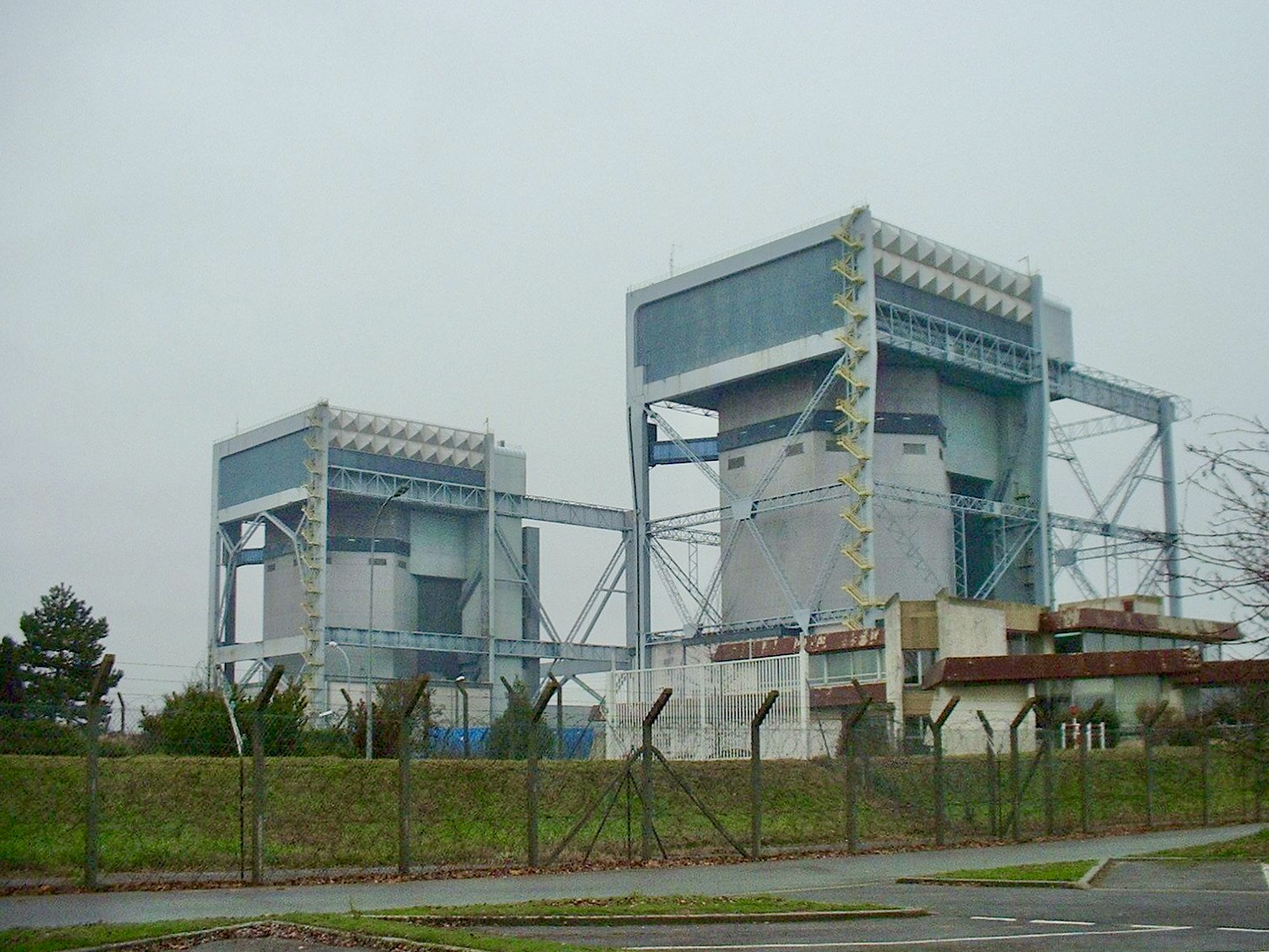
المفاعلان
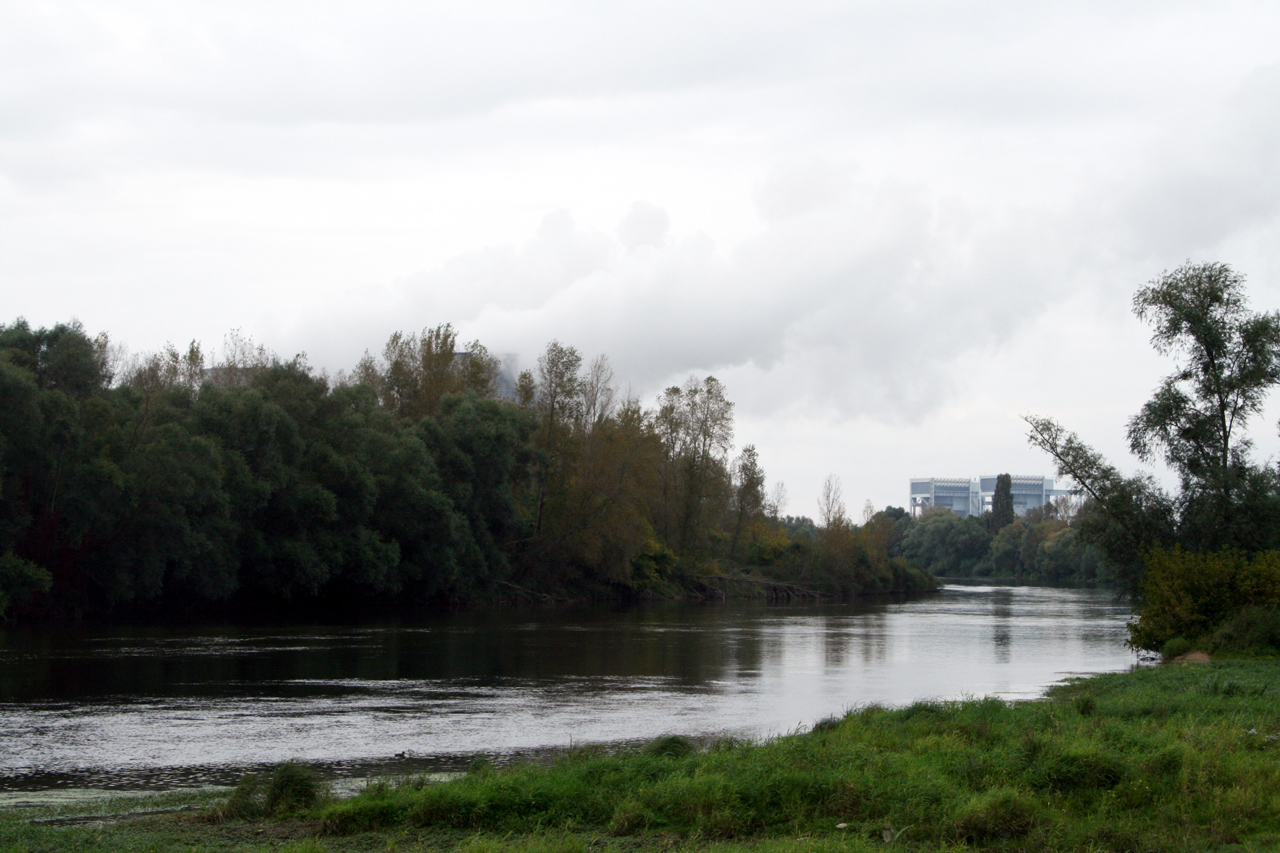
نهر لوار
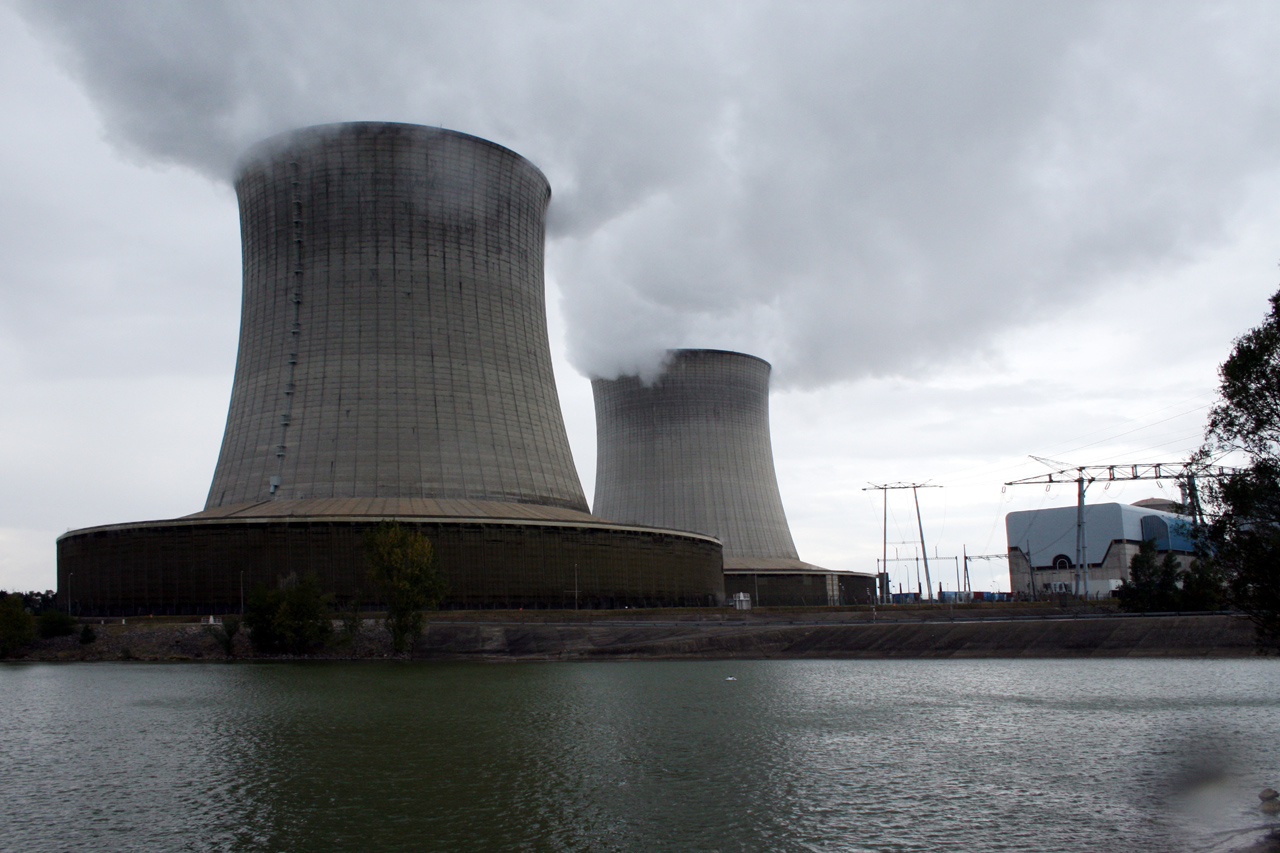
محطة الطاقة النووية